# Archibald Bulloch
Archibald Stobo Bulloch (né le 1er janvier 1730 et mort le 22 février 1777) était un avocat, un soldat et un homme d'État américain de Géorgie durant la guerre d'indépendance des États-Unis.
Il était aussi l'arrière-grand-père de Martha Bulloch Roosevelt et l'arrière-arrière-grand-père de Theodore Roosevelt , le 26e président des États-Unis.

## Biographie
Archibald Bulloch est né et grandit à Charleston dans la Province de Caroline du Sud, fils de James Bulloch et Jean Stobo Bulloch. Il commence à pratiquer le droit et est commissionné comme lieutenant dans la milice de Caroline du Sud. 
La famille Bulloch déménage dans la Province de Géorgie en 1758, où en 1764 Bulloch déménage à Savannah. Il est élu à la législature coloniale en 1768.

### Révolution
Archibald Bulloch est l'un des premiers partisans de la révolution en Géorgie en tant que membre des « Friends of Liberty ». Il devient président des premier et deuxième Congrès provinciaux de Géorgie et est délégué en 1775 au Congrès continental. 